# Kostelec na Hané
Kostelec na Hané là một thị trấn thuộc huyện Prostějov, vùng Olomoucký, Cộng hòa Séc.